# Hangang-daero
Hangang-daero (Tiếng Hàn: 한강대로, Hanja: 漢江大路) là con đường 10 làn dài 4,2 km nối đầu phía bắc của cầu Hangang ở Yongsan-gu, Seoul đến Ga Seoul ở Jung-gu, Seoul.

## Lịch sử
- 26 tháng 11 năm 1966: Đoạn giữa Ga Seoul (43-1 Dongja-dong, Jung-gu) và Cầu Hangang số 1 (65 Hangang-ro 3-ga, Yongsan-gu) được chỉ định là Hangang-ro[1]
- Năm 1981: Điểm khởi đầu của Hangang-ro được kéo dài từ ngã tư ga Yongsan đến đầu phía bắc của cầu Hangang.
- Năm 1984: Điểm khởi đầu của Hangang-ro lại được kéo dài đến đầu phía nam của cầu Hangang.
- Năm 2010: Tên đường được đổi thành Hangang-daero và điểm xuất phát được rút ngắn thành Giao lộ phía Bắc cầu Hangang.

## Lộ trình
| Nút giao                                  | Kết nối                                    | Vị trí                              | Vị trí                              | Ghi chú                             |
| Kết nối trực tiếp với Yangnyeong-ro       | Kết nối trực tiếp với Yangnyeong-ro        | Kết nối trực tiếp với Yangnyeong-ro | Kết nối trực tiếp với Yangnyeong-ro | Kết nối trực tiếp với Yangnyeong-ro |
| ----------------------------------------- | ------------------------------------------ | ----------------------------------- | ----------------------------------- | ----------------------------------- |
| Đầu phía bắc cầu Hangang                  |                                            | Yongsan-gu                          | Ichon-dong                          |                                     |
| Giao lộ phía bắc cầu Hangang              | Gangbyeonbuk-ro Ichon-ro                   | Yongsan-gu                          | Ichon-dong                          |                                     |
| Trước ga Yongsan                          | Seobinggo-ro, Hangang-daero 23-gil         | Yongsan-gu                          | Hangang-ro 2-ga                     |                                     |
| Ngã tư ga Yongsan                         | Hangang-daero 29-gil, Hangang-daero 30-gil | Yongsan-gu                          | Hangang-ro 2-ga                     |                                     |
| Giao lộ lối vào chợ điện tử Ga Sinyongsan | Saechang-ro                                | Yongsan-gu                          | Hangang-ro 2-ga                     |                                     |
| Ngã tư Bưu điện Yongsan                   | Hangang-daero 38-gil                       | Yongsan-gu                          | Hangang-ro 2-ga                     |                                     |
| Ngã tư ga Samgakji                        | Baekbeom-ro, Itaewon-ro                    | Yongsan-gu                          | Hangang-ro 1-ga                     |                                     |
| Ngã ba Namyeong                           | Hangang-daero 77-gil                       | Yongsan-gu                          | Garwol-dong                         |                                     |
| Ngã tư ga Đại học Nữ sinh Sookmyung       | Duteopbawi-ro                              | Yongsan-gu                          | Garwol-dong                         |                                     |
|                                           | Huam-ro                                    | Yongsan-gu                          | Dongja-dong                         |                                     |
| Ngã tư ga Seoul                           | Tongil-ro Toegye-ro                        | Jung-gu                             | Namdaemun-ro 5-ga                   |                                     |
| Kết nối trực tiếp với Sejong-daero        |                                            |                                     |                                     |                                     |

## Hệ thống làn đường trung tâm cho xe buýt và kế hoạch xây dựng

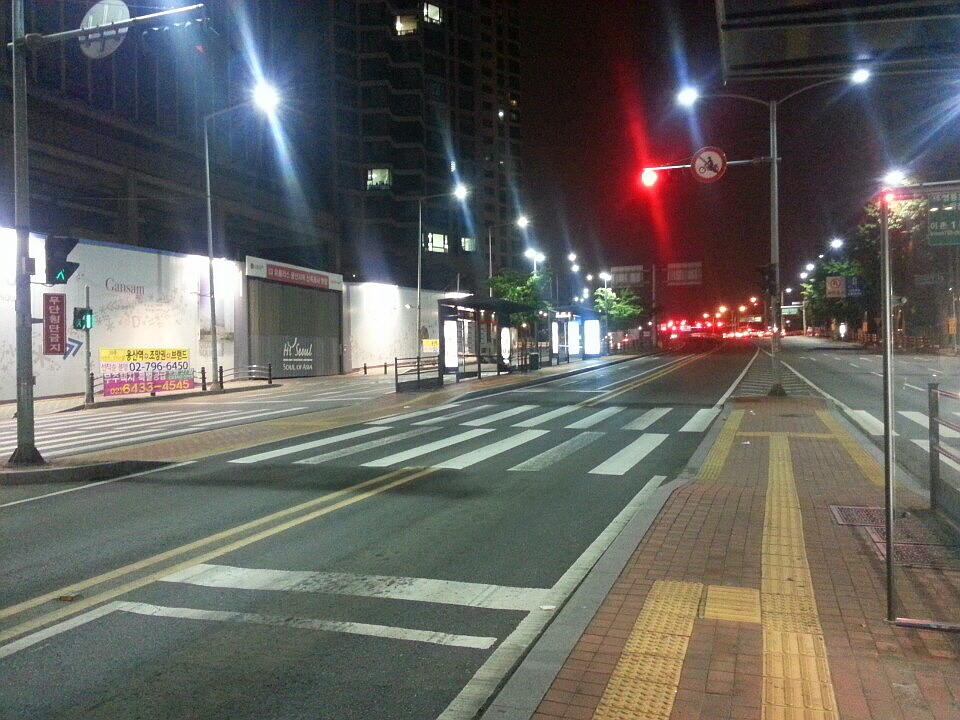
Trạm xe buýt 'Đầu phía bắc cầu Hangang'

- Hiện tại, khu vực triển khai hệ thống làn đường dành riêng cho xe buýt là đoạn dài 3,5 km từ đầu phía bắc cầu Hangang đến Garwol-dong, từ đầu phía bắc cầu Hangang đến đầu phía bắc cầu Hangang (hai hướng), Ga Sinyongsan tàu điện ngầm tuyến số 4 (hai hướng), Chi nhánh KT Yongsan (hai hướng), Có các điểm dừng trung tâm như Ga Samgakji tàu điện ngầm tuyến số 4 và ga trung chuyển tuyến số 6 (cả hai hướng), Ga Đại học Nữ sinh Sookmyung tàu điện ngầm tuyến 4 (cả hai hướng), Garwol-dong (hướng cầu Hangang) và Galwol-dong (Ga Seoul) (hướng Tòa thị chính) và không có làn đường đi qua trong toàn bộ khu vực.
- Cầu vượt ga Seoul đã bị phá bỏ và xây dựng lại vì lý do an toàn và được mở cửa trở lại với tên gọi Seoullo 7017 vào năm 2017. Ngoài ra, trung tâm trung chuyển xe buýt phía trước ga Seoul đã khai trương vào ngày 25 tháng 7 năm 2009. Có bốn điểm dừng làn đường trung tâm ở mỗi hướng và một điểm dừng ven đường dành cho taxi, đồng thời có lối đi nối tàu điện ngầm tuyến số 1 và số 4 ở giữa trung tâm trung chuyển.[2]